# ファーギー (歌手)
ファーギー・デュアメル（Fergie Duhamel、([ˈfɜːrɡi dəˈmɛl])、1975年3月27日 - ）は、アメリカ合衆国の女性歌手、ソングライター、俳優である。元ブラック・アイド・ピーズの女性ボーカリスト。

## 略歴
ヒップホップグループのブラック・アイド・ピースのメンバーとして2002年から2018年まで在籍。ソロとしてもデビュー・アルバム「プリンセス・ファーギー」はチャート上で大成功を収め、「ロンドン・ブリッジ」、「グラマラス」、「ビッグ・ガール・ドント・クライ」という3つのBillboard Hot 100チャート1位獲得シングルを生み出した。ブラック・アイド・ピーズ在籍時を含めて、8回グラミー賞を受賞している。
ファーギーは子供番組「キッズ・インコーポレイティッド」とガール・グループワイルド・オーキッドのメンバーだった。2001年に彼女はグループを辞め、翌年にはブラック・アイド・ピーズとチームを組むようになった。ブラック・アイド・ピーズでは、2006年9月にソロデビュー・アルバムを発表する前に、ヒットを連発した。グループは、2009年にアルバム「ジ・エンド」で、更なる成功を収めた。2009年から2010年にかけてグループと共にツアーを始め、2010年5月にエイボンの下で彼女初のプロデュース香水「アウトスポークン」を発表。その後、3つの香水を発表した。なお、出生名はステイシー・アン・ファーガソン（Stacy Ann Ferguson）だが、2013年8月16日に法的に改名した。

## 生い立ち
1975年3月27日、アメリカのカリフォルニア州ハシエンダ・ハイツに生まれる。メキシコ、スコットランド、アイルランド、アメリカインディアンの系統。家族構成は父パット（Pat）、母テリー（Terri）、妹ダナ（Dana）との4人家族。
パットは「グラマラス」（ファーギーのソロ・アルバム『プリンセス・ファーギー』からの3rdシングル）のミュージック・ビデオに出演したり、テリーがファーギーに対して電話でインタビューするラジオ番組にドッキリで出演したりしている。また、ファーギー自身は「学校の成績が良くないと両親からサポートしてもらえなかったから、高校時代の私の成績はオールAよ」、「ママは私の歌声は何もしなくても凄く良いと思っていたから、私が歌のレッスンをして歌い方がダメになってしまわないように、ダンスのレッスンだけをさせたの」と両親の事を語っている。

## 経歴

### 幼年・子役時代
1983年から1986年にかけて、アニメーション作品『スヌーピー』のサリー・ブラウン役を2年、ルーシー役を1年務める。1984年から1989年まで子供番組『キッズ・インコーポレイティッド』にレギュラー出演。

### ワイルド・オーキッド時代
1995年に子供の頃からの友人であるステファニー・ライドルとレニー・サンドストームと共にポップ、R&B系グループであるワイルド・オーキッドを結成。
1998年頃、ロサンゼルスでブラック・アイド・ピーズのライブを見てファンになる。1999年頃にはワイルド・オーキッドのメンバーと『グレイト・プリテンターズ』というテレビ番組にレギュラー出演を果たしている。
子役として幼い頃から仕事をしていたため、常に自分の気持ちを抑えるようにしていたファーギーはこの頃からエクスタシーをやり始め、その後メタンフェタミン（覚醒剤）に手を出し、中毒になってしまう。体重は41kgにまで減少し、友達には拒食症だと嘘をつき、そのことを隠していたという。このため子役時代に稼いだお金をすべて使い果たし、実家に帰っている。
その後、催眠療法やセラピーによってかの薬物を克服してままならないときにワイルド・オーキッドのメンバーに自分の今までやっていたことを告白し、3rdアルバムの先行シングルには参加することを約束した上で活動停止状態だったワイルド・オーキッドから正式に脱退する。（しかし、先行シングルリリース後、3rdアルバムは発売中止になってしまい、ファーギーはショックを受ける。）

### BEP時代
気持ちを新たにしたファーギーは、無一文となってしまったため仕事を探し、コンサートやクラブでバック・シンガーやダンサーの仕事をし始めた。そうした中で、以前から大ファンであったブラック・アイド・ピーズがパフォーマンスする会場と仕事先が重なり、パフォーマンスを終えたウィル・アイ・アムに思い切って自分の連絡先を書いたメモを渡したのだという。当時ファーギーはブラック・アイド・ピーズといつか一緒に仕事をしたいと思っていて、自分のソロアルバムを出すという夢があり、それに参加してもらいたいと思っていたという。
こうしてファーギーはブラック・アイド・ピーズと交流し始め、友達になる。3rdアルバム制作中のウィルが「シャット・アップ」のフィーチャリング・アーティストを探しているときに友人から「ステイシーを使えば？」と薦められ、最初はファーギーの歌唱力を疑っていたものの、いざレコーディングを始めるとすぐに曲は完成したらしい。その上、幾つかの曲でもバック・ヴォーカルを務めたことで、「ツアーをするのに女性バック・ヴォーカルも必要になるから一緒に来てくれないか」と誘われ、さらに話が発展して周囲の人々からメンバーとして加わるよう勧められる。
2003年より正式にブラック・アイド・ピーズに加わり、グループ名が"Black Eyed Peas"から"The Black Eyed Peas"になる。ブラック・アイド・ピーズの3rdアルバム『エレファンク』発売。「ウェア・イズ・ザ・ラヴ？」、「シャラップ」、「ヘイ・ママ」、「レッツ・ゲット・イット・スターティッド」などのヒット曲が生まれ、一気にブレイクする。
2005年、4thアルバム『モンキー・ビジネス』発売。「ドント・ファンク・ウィズ・マイ・ハート」や「パンプ・イット」、「ドント・ライ」、「マイ・ハンプス」など、ファーギーをフィーチャーした曲が軒並みヒットする。

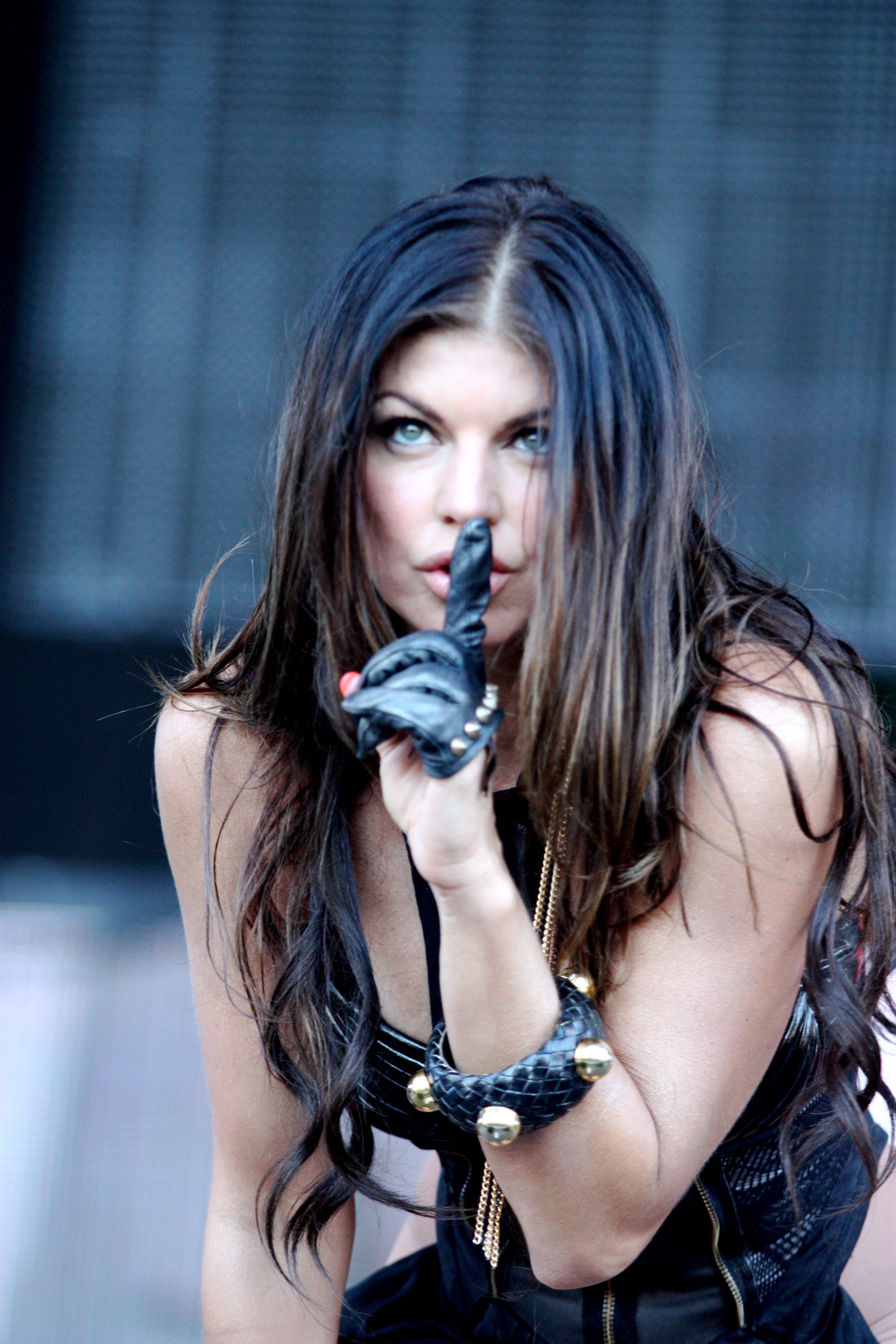
2009年

2005年7月29日に行われた「San Diego Street Scene 2005」のライブ中に、思わずお漏らしをしてしまうハプニング。最初は｢股間の染みは汗じみであって、おしっこではない。｣と否定していたが、後になって｢渋滞に巻き込まれてトイレにいけなかったのね、あれはお漏らしでした。｣と素直にお漏らししたことを認めた。2014年のインタビューでは当時を振り返り、膀胱がパンパンの状態でステージに急ぎ、なおかつステージではしゃいだためだったと理由を述べている。

### ソロデビュー
2006年9月、7歳の頃からの夢であった1stソロアルバム『プリンセス・ファーギー』を発売。2007年2月、アメリカのファッション・ブランドのキャンディーズの2007年スプリング・キャンペーン・ガールに抜擢され、「グラマラス」がイメージ・ソングとなった。

### 国歌斉唱
2018年2月、NBAオールスターゲームで大幅にアレンジした国歌を斉唱し、各方面から批判を浴び炎上する。そのアレンジというのはスローかつジャジー、なおかつセクシーに歌い上げるというものだった。そしてビブラートを利かせて歌い終えるとアリーナに向けて高らかに「バスケやるわよ！」と叫んだ。この斉唱を聴く選手の中には笑いをこらえきれない者もいた。
斉唱から間もなくファーギーの斉唱に対する困惑や否定的な反応が皮肉も交えてTwitter上で飛び交った、その中には過去に国歌斉唱をしたアーティストたちとの比較もあり、ファーギーの名前はトレンドに上がった。ファーギーはこの世間からの反応についてTMZに対して「国歌斉唱を行えることは光栄かつ誇りに思えることであり、昨夜はNBAのために何か特別なことをしたかったのです。私はアーティストとしてリスクをとる人間ですが、昨日の演奏では音程を外していました。私はこの国が大好きで、ベストを尽くしたつもりです」と語った。

## 人物

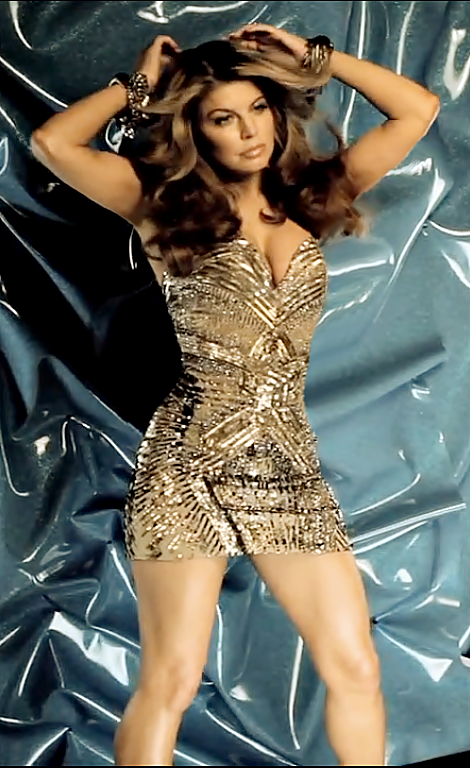
2012年

### 私生活
バイセクシュアルであることを公表している。ファーギーは「小さいときからこのショウビジネスの業界にいるから、同性愛は私にとって別に普通のことなのよ。私のママはどの人間も神の子だと教えてくれたわ。あなたはあなたの人生を生きるべきだし、他人に判断されるべきじゃない。愛って素晴らしいことなのよ。」と語っている。
ジョシュ・デュアメルとはジョシュの番組にBEPがカメオ出演したのをきっかけに出会い、2004年9月から交際をはじめた。ファーギーとジョシュは2007年12月に婚約、2009年1月10日にカトリック式の挙式を挙げ結婚、2013年8月29日に第一子男子が生まれている。2017年9月14日、同年初頭から別居していることを発表。別居から2年後の2019年6月1日に離婚手続きを開始、11月に離婚が成立した。
自分の体で、一番好きなところは、絶対に太らない脚で、美脚セレブリティ第1位に選ばれたことがあるほどの美脚の持ち主。一番嫌いなところは、すぐに太るお腹。
髪が乾燥しやすく、髪をアップにして結うときなどは、食用のオリーブ油を塗っている。

### 交友
キム・カーダシアンの友人でもある。
ネリー・ファータドとはディスバトルをしたことがある。
歌手のアラニス・モリセットが、BEPの大ヒット曲「マイ・ハンプス」のパロディビデオを作り、インターネット上で話題になったときに、ギャグにされたファーギーは、アラニスに「アラニス、あなたは天才よ。ファーギー」というメッセージと共に、お尻の形をしたケーキを贈った。※“マイ・ハンプス”の中では「ハンプ＝お尻」の意。

## ディスコグラフィー

### アルバム
| 年                                        | タイトル        | アルバム詳細 | チャート最高位 | チャート最高位 | チャート最高位 | チャート最高位 | チャート最高位 | チャート最高位 | チャート最高位 | チャート最高位 | チャート最高位 | チャート最高位 | 認定 |
| 年                                        | タイトル        | アルバム詳細 | US             | AUS            | AUT            | CAN            | GER            | IRE            | NZ             | SWE            | SWI            | UK             | 認定 |
| ----------------------------------------- | --------------- | --- | -------------- | -------------- | -------------- | -------------- | -------------- | -------------- | -------------- | -------------- | -------------- | -------------- | --- |
| 2006                                      | The Dutchess    | - 発売日: 2006年9月19日 - レーベル: A&M, will.i.am - フォーマット: CD, LP, digital download - 全米売上: 390万枚    | 2              | 1              | 17             | 4              | 11             | 9              | 2              | 35             | 11             | 18             | - US: 5× プラチナ - AUS: 4× プラチナ - AUT: ゴールド - CAN: 3× プラチナ - GER: ゴールド - NZ: プラチナ - SWI: ゴールド - UK: プラチナ |
| 2017                                      | Double Dutchess | - 発売日: 2017年9月22日 - レーベル: Dutchess Music, BMG - フォーマット: CD, LP, digital download - 全米売上: 2万枚 | 19             | 39             | —              | 23             | 65             | —              | —              | —              | 69             | 49             | |
| "—"は未発売またはチャート圏外を意味する。 |                 | |                |                |                |                |                |                |                |                |                |                | |

### シングル
| 年                                        | タイトル                                                                  | チャート最高位 | チャート最高位 | チャート最高位 | チャート最高位 | チャート最高位 | チャート最高位 | チャート最高位 | チャート最高位 | チャート最高位 | チャート最高位 | 認定                                                                                               | 収録アルバム     |
| 年                                        | タイトル                                                                  | US             | AUS            | AUT            | CAN            | GER            | IRE            | NZ             | SWE            | SWI            | UK             | 認定                                                                                               | 収録アルバム     |
| ----------------------------------------- | ------------------------------------------------------------------------- | -------------- | -------------- | -------------- | -------------- | -------------- | -------------- | -------------- | -------------- | -------------- | -------------- | -------------------------------------------------------------------------------------------------- | ---------------- |
| 2006                                      | London Bridge                                                             | 1              | 3              | 3              | —              | 3              | 8              | 1              | 13             | 6              | 3              | - US: 2× プラチナ - AUS: プラチナ                                                                  | The Dutchess     |
| 2006                                      | Fergalicious (featuring will.i.am)                                        | 2              | 4              | 34             | 24             | 23             | 38             | 5              | 22             | 29             | 105            | - US: 4× プラチナ - AUS: 2× プラチナ - NZ: ゴールド                                                | The Dutchess     |
| 2007                                      | Glamorous (featuring Ludacris)                                            | 1              | 2              | 25             | 12             | 16             | 3              | 9              | —              | 38             | 6              | - US: 3× プラチナ - AUS: 3× プラチナ - NZ: ゴールド - UK: シルバー                                 | The Dutchess     |
| 2007                                      | Big Girls Don't Cry                                                       | 1              | 1              | 1              | 1              | 6              | 1              | 1              | 4              | 3              | 2              | - US: 4× プラチナ - AUS: 5× プラチナ - JPN: ゴールド - NZ: プラチナ - SWE: ゴールド - UK: ゴールド | The Dutchess     |
| 2007                                      | Clumsy                                                                    | 5              | 3              | 53             | 4              | 50             | 17             | 4              | 15             | 43             | 62             | - US: 2× プラチナ - AUS: 2× プラチナ - NZ: ゴールド                                                | The Dutchess     |
| 2008                                      | Labels or Love                                                            | —              | 15             | 53             | 28             | —              | 28             | —              | —              | 74             | 56             | | Sex and the City |
| 2013                                      | A Little Party Never Killed Nobody (All We Got) (with Q-Tip and GoonRock) | 77             | 43             | 17             | 72             | 10             | 89             | 3              | 14             | 59             | 90             | - US: ゴールド - AUS: ゴールド - NZ: プラチナ - SWE: プラチナ                                      | The Great Gatsby |
| 2014                                      | L.A. Love (La La)                                                         | 27             | 53             | 92             | 28             | 55             | 30             | —              | 86             | —              | 3              | - US: プラチナ - UK: シルバー                                                                      | Double Dutchess  |
| 2016                                      | M.I.L.F. $                                                                | 34             | 26             | —              | 28             | 89             | 78             | —              | —              | —              | 56             | | Double Dutchess  |
| 2016                                      | Life Goes On                                                              | —              | —              | —              | —              | —              | —              | —              | —              | —              | —              | | Double Dutchess  |
| 2017                                      | You Already Know (featuring Nicki Minaj)                                  | —              | 95             | —              | —              | —              | —              | —              | —              | —              | 96             | | Double Dutchess  |
| "—"は未発売またはチャート圏外を意味する。 |                                                                           |                |                |                |                |                |                |                |                |                |                | |                  |

### コラボレーション
- 倖田來未 feat. ファーギー / That Ain't Cool（2008年）
- ネリー feat. ファーギー / パーティーピープル（2008年）
- スラッシュ feat. ファーギー&サイプレス・ヒル / パラダイス・シティ（2009年）
- スラッシュ feat. ファーギー / ビューティフル・デンジャラス（2010年）

## 映画出演作品
- ポセイドン（2006年） - 歌手のグロリア 役
- プラネット・テラー in グラインドハウス（2007年） - レズビアンのタミー 役
- NINE Nine (2009) - サラギーナ（砂浜の娼婦） 役
- サーフィン ドッグ Marmaduke (2010) - イゼベル 役